# Đồng Forint
Forint (ký hiệu Ft; mã HUF) là tiền tệ của Hungary. Trước đây nó được chia thành 100 fillér, nhưng đồng tiền fillér không còn được lưu thông nữa. Sự có mặt của đồng forint vào ngày 1 tháng 8 năm 1946 là một bước quan trọng trong quá trình ổn định nền kinh tế Hungary sau Thế chiến II, và đồng tiền này vẫn giữ được tính ổn định cho đến những năm 1980. Việc chuyển đổi sang nền kinh tế thị trường vào đầu những năm 1990 đã ảnh hưởng bất lợi đến giá trị của đồng forint; lạm phát đạt đỉnh 35% vào năm 1991. Kể từ năm 2001, lạm phát ở mức một con số và đồng forint đã được tuyên bố là có thể chuyển đổi hoàn toàn. Là một thành viên của Liên minh châu Âu, mục tiêu dài hạn của chính phủ Hungary có thể là thay thế đồng forint bằng đồng euro, nhưng điều đó dường như không khả thi cho đến một thời điểm nào đó trong những năm 2020.

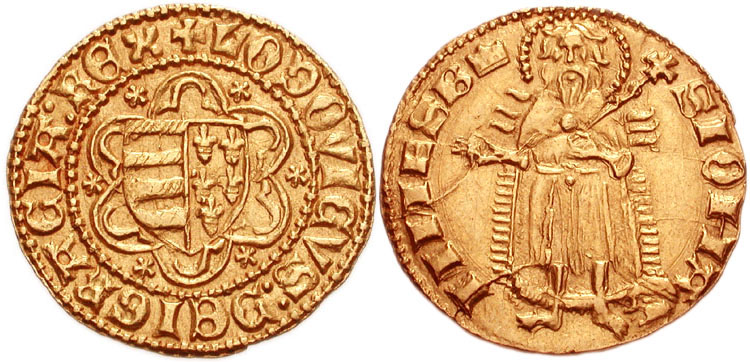
Forint hình Lajos I của Hungary (1342–1382).

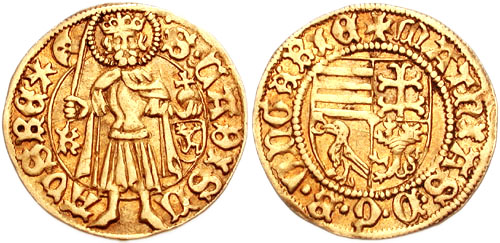
Forint hình Matthias Corvinus của Hungary (1458–1490).

Cái tên Forint bắt nguồn từ thành phố Florence, nơi những đồng tiền vàng được gọi là fiorino d'oro được đúc từ năm 1252. Ở Hungary, florentinus (sau này là forint), cũng là một loại tiền tệ dựa trên vàng, được sử dụng từ năm 1325 dưới thời Charles Robert, với một số quốc gia khác theo gương Hungary.
Từ năm 1868 đến năm 1892, forint là tên được sử dụng bằng tiếng Hungary cho đơn vị tiền tệ của Đế chế Áo-Hung, tiếng Đức được gọi là là gulden hoặc florin. Đơn vị nhỏ hơn là krajczár (krajcár trong chính tả tiếng Hungary hiện đại), 1 forint = 100 krajczár.
Đồng forint được tung ra lại vào ngày 1 tháng 8 năm 1946, sau khi đồng tiền này gần như vô giá trị bởi siêu lạm phát trong năm 1945–46: mức cao nhất từng được ghi nhận. Điều này được tạo ra bởi sự kết hợp của nhu cầu bồi thường cao từ Liên Xô, việc Liên Xô cướp bóc các ngành công nghiệp của Hungary và việc nắm giữ dự trữ vàng của Hungary tại Hoa Kỳ.  Đối với Đảng Tiểu chủ Độc lập - đã giành được đa số lớn trong cuộc bầu cử quốc hội Hungary năm 1945 - cũng như Đảng Dân chủ Xã hội, sự ủng hộ từ bên ngoài là rất cần thiết. Tuy nhiên, Liên Xô và những người ủng hộ từ địa phương của họ trong Đảng Cộng sản Hungary đã phản đối việc tăng các khoản vay ở phương Tây, và do đó Đảng Cộng sản chủ mưu thủ tục này bằng cách sử dụng hoàn toàn các nguồn lực trong nước. Kế hoạch của Cộng sản kêu gọi hạn chế chặt chẽ chi tiêu cá nhân cũng như việc tập trung các kho dự trữ hiện có trong tay nhà nước.
Đồng forint đã thay thế đồng pengő với tỷ lệ 1 forint = 4e29 pengő — giảm 29 số 0 so với đơn vị tiền tệ cũ. Trên thực tế, đây là một tỷ giá hối đoái tưởng tượng. Với ghi chú có giá trị cao nhất là 100 triệu B. pengő (1020 pengő), tổng lượng pengő đang lưu hành có giá trị nhỏ hơn 0,1 fillér. (Chữ "B" là viết tắt của một "tỷ" kiểu cũ, tức là một triệu triệu.) Có ý nghĩa quan trọng hơn là tỷ giá hối đoái đối với adópengő của 1 forint = 200 triệu adópengő.
Xuyên suốt lịch sử, forint được chia thành 100 fillér, mặc dù đơn vị fillér đã trở nên vô dụng do lạm phát và không được lưu hành kể từ năm 1999. (Kể từ năm 2000, một forint thường trị giá khoảng nửa US cent hoặc thấp hơn một chút.) Chữ viết tắt trong tiếng Hungary của forint là Ft, được viết sau số có khoảng cách giữa. Tên gọi đơn fillér, bắt nguồn từ chữ Vierer trong tiếng Đức. Tên viết tắt của fillér là f, cũng được viết sau số có khoảng trắng ở giữa.
Khi đồng forint được phát hành, giá trị của nó được xác định trên cơ sở 1 kg vàng sẽ bằng với 13 210 forint. Do đó, với giá vàng được cố định ở mức 35 USD / Troy ounce, thì một USD tại thời điểm đó trị giá 11,74 forints.
Sau khi được phát hành vào năm 1946, đồng forint vẫn ổn định trong hai thập kỷ sau đó, nhưng bắt đầu mất sức mua do hệ thống kinh tế nhà nước - xã hội chủ nghĩa (nền kinh tế kế hoạch hóa) mất khả năng cạnh tranh trong suốt những năm 1970 và 1980. Sau thay đổi dân chủ năm 1989–90, đồng forint chứng kiến số liệu lạm phát hàng năm khoảng 35% trong ba năm, nhưng những cải cách kinh tế thị trường đáng kể đã giúp ổn định nó.

## Tiền xu
Năm 1946, tiền xu được phát hành với các mệnh giá 2, 10, 20 fillérs và 1, 2, 5 forints. Đồng 5 forint bạc chỉ được phát hành lại vào năm sau; sau đó nó đã bị rút khỏi lưu hành. Tiền xu 5 và 50 được phát hành vào năm 1948. Năm 1967, đồng 5 forint được giới thiệu lại, tiếp theo là 10 forint vào năm 1971 và 20 forint vào năm 1982.
Năm 1992, một loạt tiền xu mới đã được giới thiệu với các mệnh giá 1, 2, 5, 10, 20, 50, 100 và 200 forint (đúc bằng bạc). Việc sản xuất đồng 2 và 5 đã bị ngừng vào năm 1992, và tất cả các đồng tiền dần fillérs bị rút khỏi lưu thông cho tới năm 1999. Năm 1996, đồng 100 forint hai màu được đúc để thay thế cho phiên bản năm 1992, ấn phẩm sau được coi là khá lớn và xấu hơn bản cũ, và dễ dàng bị nhầm lẫn với đồng 20 forin.
Toàn bộ đồng xu bạc 200 forint đã bị thu hồi vào năm 1998 (vì giá trị thật của chúng quá thấp so với hàm lượng kim loại cần thiết để đúc); đồng forint 1 và 2 vẫn được cho là tiền hợp pháp cho đến ngày 29 tháng 2 năm 2008. Đối với các giao dịch mua bán bằng tiền mặt, tổng giá hiện được làm tròn đến forint 5 gần nhất (thành 0 hoặc thành 5). Năm 2009 đồng xu 200 forint mới  làm bằng hợp kim kim loại đã được tung ra, thay thế cho tờ tiền 200 forint.

## Tiền giấy
Năm 1946, tờ tiền giấy 10 và 100 forint được Ngân hàng Magyar Nemzeti (Ngân hàng Quốc gia Hungary) tung ra. Ngay sau đó là một loạt tiền giấy mới với chất lượng cao hơn series cũ (bao gồm các mệnh giá 10, 20 và 100 forint) đã được tung ra vào năm 1947 và 1948. Tờ 50 forint được thêm vào năm 1953, tờ 500 forint được tung ra năm 1970, tiếp theo sau đó là tờ 1.000 forint vào năm 1983, và 5.000 forint năm 1991.
Loạt tiền giấy mới được thiết kế và điều chỉnh lại hoàn toàn với các mệnh giá 200, 500, 1.000, 2.000, 5.000, 10.000 và 20.000 forints. Chúng đã được đưa vào lưu thông dần dần bắt đầu từ năm 1997 đến năm 2001. Trên mỗi tờ tiền có một nhà lãnh đạo hoặc chính trị gia nổi tiếng của Hungary được in trên mặt trái và một địa điểm hoặc sự kiện liên quan đến người đó ở mặt sau. Tất cả các tờ tiền đều có hình mờ, có dải bảo mật dọc và phù hợp với người khiếm thị. Tờ tiền 1.000 và các mệnh giá cao hơn được bảo vệ bằng dải bảo mật ảnh toàn ký. Các tờ tiền đều có chung kích thước là 154 mm × 70 mm (6,1 in × 2,8 in). Tiền được in bởi Công ty in tiền giấy Hungary ở Budapest và được in trên giấy do Diósgyőr Papermill ở Miskolc sản xuất.
Tiền giấy kỷ niệm cũng đã được phát hành gần đây: tờ 1.000 và 2.000 tờ để kỷ niệm thiên niên kỷ (năm 2000) và tờ tiền 500 tờ để kỷ niệm 50 năm cuộc cách mạng 1956 (năm 2006).
Việc giả mạo tiền giấy forint không nhiều. Tuy nhiên, tờ tiền 20.000 forint giả mạo in trên giấy 2.000 forint sau khi hòa tan mực gốc có thể xuất hiện và không dễ dàng để nhận ra. Một mệnh giá khác được những kẻ làm giả ưa thích là tờ 1.000 forint cho đến khi các tính năng bảo mật được cải thiện được bổ sung vào năm 2006.
Các tờ tiền giấy bị mòn sẽ không còn phù hợp để lưu thông và sẽ bị nhà nước, ngân hàng thu hồi, tiêu hủy và đóng thành bánh để quyên góp cho các tổ chức công ích (từ thiện), sử dụng làm nhiên liệu sưởi ấm.
Năm 2014, phiên bản sửa đổi của series năm 1997 dần dần được đưa vào lưu thông, bắt đầu từ tờ 10.000 Ft vào năm 2014 và tờ bạc cuối cùng được đưa vào là tờ 500 Ft vào năm 2019.
- Kho lưu trữ tỷ giá hối đoái hàng ngày chính thức, Ngân hàng quốc gia Hungary
- (bằng tiếng Hungary and tiếng Anh) bankjegy.szabadsagharcos.org (Danh mục tiền giấy Hungary)
- (bằng tiếng Hungary and tiếng Anh) www.numismatics.hu (trang web về số học liên quan đến La Mã và Hungary)
- (bằng tiếng Hungary) papirpenz.hu (hình ảnh tiền giấy Hungary)
- (bằng tiếng Hungary) HUF / EUR hiện tại và các tỷ giá khác có biểu đồ
- (bằng tiếng Hungary, tiếng Anh, tiếng Đức, and tiếng Pháp) www.eremgyujtok.hu (trang chủ của Hiệp hội sưu tầm tiền xu Hungary)
- Tiền giấy Hungary (hình ảnh có độ phân giải cao, bao gồm cả tiền giấy forint cũ)
- Danh mục toàn diện về tiền xu Hungary
- Ngân hàng Quốc gia Hungary - "Thông tin về tiền giấy forint và các tính năng bảo mật của chúng cũng như tiền xu forint"

| Tiền thân: Không có | Tiền tệ {{{location}}} {{{start}}} – | Kế tục: Hiện tại |
| Tiền thân: Không có |                                      |                  |